# Inocencia Alcubierre Rodríguez
Inocencia Alcubierre Rodríguez, també coneguda com a Ino Alcubierre (Uncastillo, 16 de juny de 1900 - Barcelona, 12 d'agost de 1930) va ser una actriu espanyola.
De jove va traslladar-se amb els seus pares a Barcelona i treballà d'acomodadora en un teatre del Paral·lel. El 1921 va interpretar el seu primer paper al cinema mut, un drama d'època, en els quals encara s'improvisava. Va fer el seu primer paper protagonista en la pel·lícula de vaquers Lilian. Poc després, el 1922, un dels directors de cinema més prominents del moment, Ricard de Baños, la va seleccionar per al paper de Donya Agnès, a Don Juan Tenorio, una pel·lícula filmada als estudis barcelonins al costat de Fortunio Bonanova, que seria una de les més grans produccions cinematogràfiques del cinema mut espanyol. En acabar el rodatge, Alcubierre encara no tenia els 18 anys.
Després d'una pausa de tres anys durant els quals va tenir una filla, va tornar al cinema per rodar El niño de oro, una pel·lícula sense gaire transcendència. El seu gran èxit vindria amb Noblesa baturra, rodada el 1925, una de les pel·lícules mudes de més èxit a Espanya, de la qual desgraciadament s'han perdut totes les còpies. El paper que hi interpreta Alcubierre, María del Pilar, és víctima d'una calúmnia infame, que la protagonista viu amb dolor i coratge. El film va batre rècords de taquilla i, ja com a gran estrella, Alcubierre va filmar el 1926 La malcasada, una pel·lícula en què es reivindicava el divorci, un tema controvertit i aleshores en ple debat.
Ino Alcubierre va morir molt jove, estroncant així una carrera brillant.

## Filmografia
- 1921: Lilian, de Joan Pallejà
- 1922: Don Juan Tenorio, de Ricard de Baños
- 1925ː El niño de oro, de José María Granada
- 1925: Noblesa baturra, de Joaquín Dicenta i Juan Vilà Vilamala
- 1926: La malcasada, de Francisco Gómez-Hidalgo